# Periclimenes lepidus
Periclimenes lepidus är en kräftdjursart som beskrevs av Bruce 1978. Periclimenes lepidus ingår i släktet Periclimenes och familjen Palaemonidae. Inga underarter finns listade i Catalogue of Life.